# Helga Bîrsan
Helga Anelise Bîrsan, z domu Munteanu (ur. 29 czerwca 1928 w Buziaș, zm. w kwietniu 2004 w Gałaczu) – rumuńska gimnastyczka, uczestniczka Igrzysk Olimpijskich w 1952 w Helsinkach. Na igrzyskach olimpijskich zajęła 91. miejsce w wieloboju gimnastycznym.